# Nigilgia albitogata
Nigilgia albitogata is een vlinder uit de familie Brachodidae. De wetenschappelijke naam voor de soort is, als Phycodes albitogata, voor het eerst geldig gepubliceerd in 1891 door Thomas de Grey Walsingham.
De soort komt voor in het Afrotropisch gebied.